# Ідзега
Ідзега (нід. Idzega) — село в нідерландській провінції Фрисландія. Входить до муніципалітету Південно-Західна Фрисландія.
Його площа становить 5,10км², а населення станом на 2021 рік складало 30 осіб.
Перша згадка про населений пункт датується 1245 роком.